# دیو آندروود
دیو آندروود (انگلیسی: Dave Underwood; ۱۵ مارس ۱۹۲۸ – ۲۵ ژانویهٔ ۱۹۸۹) بازیکن فوتبال اهل بریتانیا بود.
از باشگاه‌هایی که در آن بازی کرده‌است می‌توان به باشگاه فوتبال فولام، باشگاه فوتبال دانستیبل تاون، باشگاه فوتبال دارتفورد، باشگاه فوتبال کویینز پارک رنجرز، باشگاه فوتبال لیورپول، باشگاه فوتبال بارنت، و باشگاه فوتبال واتفورد اشاره کرد.